# Augšpurská liga

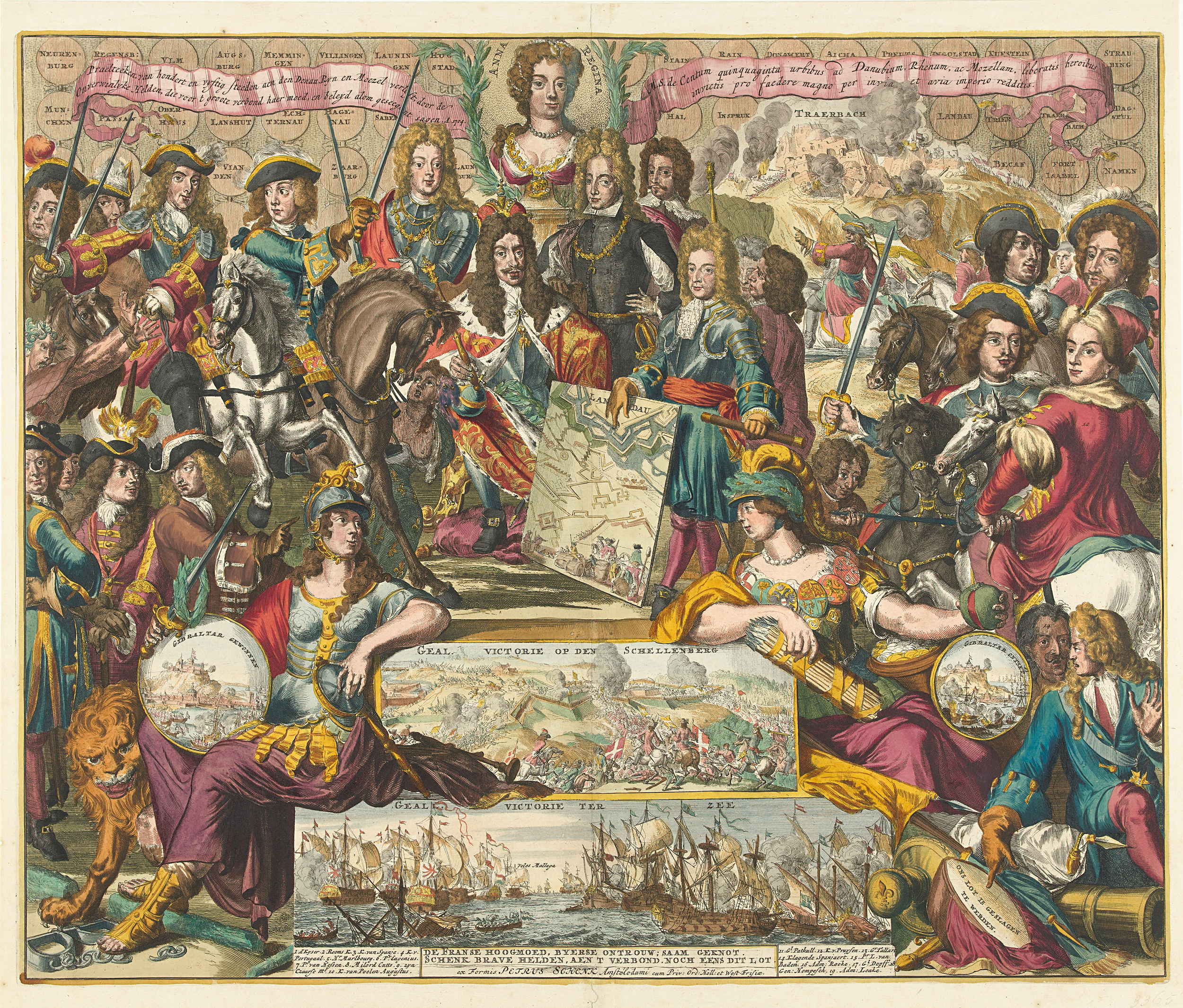
Alegorie vítězství Velké aliance nad Francouzi v roce 1704.

Augšpurská liga, od roku 1689 známá jako Vídeňská Velká aliance, byla aliance založená v roce 1686 císařem Leopoldem I. a několika jihoněmeckými knížaty za účelem bránit Rýnskou Falc proti snahám Francie o její získání. Posléze tuto koalici tvořily (v různých momentech) Bavorsko, Braniborsko, Portugalsko, Rakousko, Rýnská Falc, Sasko, Spojené provincie nizozemské, Svatá říše římská, Španělsko, Švédsko. Po anexi a zničení Porýnské Falce Francií v letech 1688-1689 se v roce 1689 k alianci připojila i Anglie a došlo ke změně názvu z Augšpurské ligy na Velkou Alianci. V jejím čele stál Vilém III. Oranžský.
Později Velká aliance bojovala proti Francii v letech 1688 - 1697 v Devítileté válce, zakončené mírovou smlouvou z Rijswijku.
Tato aliance byla obnovena, tentokrát pod názvem Haagská velká aliance, v roce 1701 uzavřením Haagské smlouvy; účastnila se ve válce o španělské dědictví na rakouské straně.